# Cardenius
Cardenius is een geslacht van rechtvleugeligen uit de familie veldsprinkhanen (Acrididae). De wetenschappelijke naam van dit geslacht is voor het eerst geldig gepubliceerd in 1911 door Bolívar.

## Soorten
Het geslacht Cardenius omvat de volgende soorten:
- Cardenius bivittatus Bolívar, 1911
- Cardenius ineptus Karsch, 1896
- Cardenius lucrosus Karsch, 1896
- Cardenius sheffieldi Bolívar, 1912
- Cardenius unicolor Dirsh, 1966
- Cardenius vittatus Bolívar, 1889